# La señora Cornelia
La señora Cornelia és una de les Novelas ejemplares escrites per Miguel de Cervantes. Aquesta és la història de la seducció d'una noia, un tema recurrent en l'obra cervantina. Vegeu, per exemple, La fuerza de la sangre i Las dos doncellas.

## Argument
Don Antonio i Don Juan, dos cavallers principals, grans amics, essent estudiants a Salamanca, decidiren deixar els seus estudis per anar-se'n a Flandes, enduts per la fogositat de la sang jove i pel desig de veure món.
Quan eren a Anvers van rebre cartes dels seus pares on els parlaven del gran enuig que havien tingut en saber que havien deixat els seus estudis sense avisar, perquè haurien vingut amb la comoditat que imposava la seva condició. Finalment van decidir tornar a Espanya, però abans volgueren visitar les ciutats més famoses d'Itàlia i, havent-les vist totes, pararen a Bolonya, i van quedar tan meravellats per la seva universitat que volgueren continuar-hi els estudis.
Havien sentit parlar de la fama d'una tal Cornelia Bentibolli, òrfena noble i rica, de gran bellesa, però només la podien veure a l'església, perquè sempre estava custodiada pel seu germà, Lorenzo.
Una nit, Juan caminava tot sol per la ciutat i va sentir una veu que el cridava i li preguntava si era Fabio. El jove, tot sorprès va dir que sí. Li van entregar un paquet a través d'una porta. L'obre i descobreix que és un nadó. Corre cap a la seva pensió, deixa el nen a cura de la mestressa, i torna a la casa on l'hi van donar. Hi ha un home que està essent atacat per un grup. Treu la seva espasa per defensar-lo. Els veïns, en sentir sorolls de lluita, comencen a cridar demanant ajuda, i entre tots van repel·lir l'atac. L'home, salvat i agraït, dona el seu luxós barret a Juan, però s'estima més no revelar el seu nom.
Quan torna a la pensió, Juan troba Antonio, que li diu que té una increïble història per explicar-li. Caminant també pel carrer tot sol, va ser abordat per una dona desesperada, que li va demanar socors. Juan també li explica la seva història, i tornen a la casa tots dos ben confusos. Allà, una mossa de gran bellesa, reconegué el barret que duia Juan, i resultà que era la famosa Cornelia Bentibolli. Ella s'havia enamorat del duc de Ferrara (l'home rescatat), que també se'n va enamorar, amb la promesa de matrimoni. Eludint la vigilància del seu germà, la dona va quedar embarassada. El duc havia promès anar a casa del germà i fer de seguida el que calia, però el part es va produir de manera inesperada el mateix dia.
El nen que va ser donat a Juan era el fill de la dama, a la qual va ser retornat enmig de llàgrimes. Després Lorenzo arriba a la pensió amb ganes de parlar amb Juan. Cornelia es desespera, pensant que el seu germà anava a matar-lo, Però, en realitat, volia demanar ajuda als espanyols per convocar el duc de Ferrara, que creia que havia segrestat la seva germana, sense saber que ella estava a l'habitació dels espanyols. Segons Lorenzo, un espanyol val tant com un exèrcit. Juan accepta la sol·licitud d'ajuda. Antonio els acompanya.
La infermera que havia estat cuidant Cornelia, tem per la vida de la seva amiga, sola, sense protectors, i decideix portar-la a casa d'un sacerdot que vivia prop de la casa del duc, pensant que la vida de la noia i el nadó estarien més segures.
A mig camí, Lorenzo descobreix que el duc encara era a Bolonya. Fan mitja volta i troben el seguici del duc. Tot s'aclareix, i el duc promet fer de Cornelia la seva esposa, que no ho havia fet abans perquè esperava la mort de la seva mare, que volia casar-lo amb una altra dona.
Tots tornen a la pensió per buscar la noia, però se n'havia anat, sense que ningú en tingués notícia. El duc està molt entristit, i se'n torna a casa. No obstant això, com era el seu costum, s'atura a casa del capellà, on, per casualitat, hi havia Cornelia. El sacerdot presenta els dos amants, l'un a l'altra, i tot acaba bé.